# Gouvernement Phot Phahonyothin (1)
Siam
3e cabinet
(Manopakon Nitithada II) 5e cabinet
(Phot Phahonyothin II)
Le premier gouvernement Phot Phahonyothin (thaï : คณะรัฐมนตรีพจน์ พหลโยธิน 1) est le quatrième gouvernement siamois, du 24 juin au 16 décembre 1933.
Dirigé par Phot Phahonyothin, il fait suite à la démission de Manopakon Nitithada et à la fin de son second gouvernement le 20 juin. Après sa nomination par la Chambre des représentants, il est investi officiellement par le roi Rama VII le 21 juin. 
Son gouvernement est ensuite annoncé et investi le 24 juin 1933.

## Composition initiale
| Fonction                          | Nom                            |
| --------------------------------- | ------------------------------ |
| Premier ministre                  | Phot Phahonyothina             |
| Ministre de la Défense            | Tiab Khomkrit                  |
| Ministre de l'Intérieur           | Prayoon Israsak                |
| Ministre des Affaires économiques | Chuen Komarakul na Nakhon      |
| Ministre des Finances             | Jit na Songkhla                |
| Ministre de l'Éducation           | Sanan Thephasadin na Ayutthaya |
| Ministre de la Justice            | Wan Jamornman                  |
| Ministre sans portefeuille        | Kerd Bunnag                    |
| Ministre sans portefeuille        | Wan Jarupa                     |
| Ministre sans portefeuille        | Sang Phanthuprapas             |
| Ministre sans portefeuille        | Plaek Khittasangkaa            |
| Ministre sans portefeuille        | Bung Supachalasaia             |
| Ministre sans portefeuille        | Sin Kamonnawina                |
| Ministre sans portefeuille        | Sang-uan Chutatemeea           |
| Ministre sans portefeuille        | Charoon Singhasenia            |

a  Membre du Khana Ratsadon.

## Évolution de la composition

### Ajustement du 8 août 1933

#### Démission
- Wan Jarupha, ministre sans portefeuille.

#### Entrée au gouvernement
- Thongdee Suwannaphruek, nommé ministre sans portefeuille ;
- Thawan Thamrongnawasawat, nommé ministre sans portefeuille.

### Ajustement du1erseptembre 1933

#### Changement d'attribution
- Wan Jamornraman, ministre par intérim de la Justice, devient ministre de ce même portefeuille.

#### Entrée au gouvernement
- Torm Boonnark, nommé ministre des Affaires étrangères.

### Ajustement du1eroctobre 1933

#### Entrée au gouvernement
- Pridi Banomyong, nommé ministre sans portefeuille.

### Ajustement du 9 décembre 1933

#### Démission
- Thongdee Suwannaphruek, ministre sans portefeuille.

## Fin du gouvernement
Le gouvernement prend fin à l'issue des élections législatives du 15 novembre 1933, qui permettent ainsi à la population d'élire 78 des 156 sièges pour la première législature de la Chambre des représentants. Phot Phahonyothin est aussitôt reconduit à la fonction de Premier ministre, et est investi par décret royal le 16 décembre 1933. 